# Saison 2016 de l'équipe cycliste Lokosphinx
La saison 2016 de l'équipe cycliste Lokosphinx est la huitième de cette équipe.

## Préparation de la saison 2016

### Arrivées et départs
| Arrivées         | Équipe 2015 |
| ---------------- | ----------- |
| Artem Samolenkov |             |
| Dmitri Strakhov  |             |
| Vadim Zhuravlev  |             |

| Départs           | Équipe 2016     |
| ----------------- | --------------- |
| Kirill Bochkov    |                 |
| Pavel Karpenkov   |                 |
| Alexey Rybalkin   | Gazprom-RusVelo |
| Evgeny Shalunov   | Gazprom-RusVelo |
| Kirill Sveshnikov | Gazprom-RusVelo |

## Coureurs et encadrement technique

### Effectif
| Cycliste         | Date de naissance | Nationalité | Équipe 2015 |  |
| ---------------- | ----------------- | ----------- | ----------- |  |
| Vasily Neustroev | 8 janvier 1990    | Russie      | Lokosphinx  |  |
| Artem Samolenkov | 11 mai 1993       | Russie      |             |  |
| Sergey Shilov    | 6 février 1988    | Russie      | Lokosphinx  |  |
| Dmitriy Sokolov  | 19 mars 1988      | Russie      | Lokosphinx  |  |
| Dmitri Strakhov  | 19 mars 1983      | Russie      |             |  |
| Alexander Vdovin | 21 août 1993      | Russie      | Lokosphinx  |  |
| Sergey Vdovin    | 21 août 1993      | Russie      | Lokosphinx  |  |
| Vadim Zhuravlev  | 15 mars 1993      | Russie      |             |  |

## Bilan de la saison

### Victoires
| Date | Course | Pays | Classe | Vainqueur |
| ---- | ------ | ---- | ------ | --------- |